# Никола Ангелов (Мехомия)
Вижте пояснителната страница за други личности с името Никола Ангелов.
Никола Ангелов Опашков е български свещеник, иконом, и революционер от Македония.

## Биография
Роден е в 1838 година в разложкото градче Мехомия. Завършва килийно училище през 50-те години, но по-късно се дообразова сам и приема духовнически сан. Ангелов е учител и свещеник в родния си град през 70-те години, а през 1876 година е учител в Карабунар. Същата година оглавява въстаническа чета в Разложко. След разгрома на въстанието е заловен и затворен в Сяр, София и Неврокоп, като е освободен след обща амнистия. Между 1878 и 1894 година е свещеник, а от 1894 до смъртта си е иконом и архиерейски наместник в Мехомия, председател на Мехомийската българска община. Присъединява се към ВМОРО и участва в Илинденско-Преображенското въстание. Умира на 20 октомври 1917 година в родния си град.